# Джей Би Хатто
Джозеф Бенджамин Хатто (англ. Joseph Benjamin Hutto) известный под сценическим именем Джей Би Хатто (англ. J. B. Hutto); 26 апреля 1926, Блэквилл, Южная Каролина, США  — 12 июня 1983, Харви, Иллинойс, США) — американский блюзовый гитарист, вокалист и автор песен. Номинант Blues Music Awards в номинациях «Альбом современного блюза» (1984), «Песня года»  (1984), «Архивный блюзовый альбом» (2006, 2016). Член Зала славы блюза как исполнитель (1985) и как автор произведения, отнесённого к классике блюза (2014) . Дядя блюзмена Лил Эда Уильямса. Рассматривается как мастер слайд-гитары, и как один из ярких последователей стиля слайд-гитары Элмора Джеймса, наряду с Хаунд Дог Тейлором . 

## Биография
Джозеф Бенджамин Хатто родился в 1926 году в Блэквилле, Южная Каролина (по иным сведениям в Элко, Южная Каролина ), пятым из семи детей в семье. Когда ему было три года, семья переехала в Огасту, Джорджия. Его отец, Кэлвин Хатто, был проповедником, и Джозеф, вместе с тремя братьями и тремя сёстрами составил госпел-группу The Golden Crowns, которая пела в местных церквях. Когда Кэлвин Хатто, в 1949 году умер, семья перебралась в Чикаго. 
В Чикаго Джозеф Хатто освоил ударную установку и играл с составе группы Johnny Ferguson and his Twisters. Он попробовал фортепиано до того, как начал понемногу учиться играть на гитаре под впечатлением от таких музыкантов как Мадди Уотерс , Ти-Боун Уокер , Роберт Найтхок и Большой Билл Брунзи. Но после знакомства с Элмором Джеймсом, он стал фанатом слайд-стиля. В начале 1950-х Джозеф Хатто был призван в армию, и служил водителем грузовика в ходе Корейской войны . После службы он выступал на улицах Чикаго с перкуссионистом Эдди Хайнсом. Пригласив в группу второго гитариста Джо Кастома, они начали играть в клубах. Вскоре к ним присоединился харпер Джордж Мэйуэзер, и группа получила собственное имя The Hawks. В 1954 году группа выпустила три сингла на Chance Records, последний из них с участием пианиста Джонни Джонса. 
Во второй половине 1950-х Джей Би Хатто разочаровался в клубных выступлениях, а после того, как одна зрительница на концерте разбила его гитару о голову собственного мужа, и вовсе забросил музыку. Следующие 11 лет он работал уборщиком в похоронном бюро. В середине 1960-х он возобновил карьеру, воссоздав The Hawks с другими музыкантами: Германом Хасселем на басу и Фрэнком Киркландом на барабанах. Первой его вышедшей работой стала запись на сборнике Chicago/The Blues/Today! Vol. 1 1966 года. Один из обозревателей отозвался об этой записи: «Резкое, умоляющее пение, сочетающееся с гитарой, выдающей фейерверк, маленькие мимолётные слайды в разных направлениях, сыгранные не для того, чтобы зажечь всё вокруг (как в пластинках Delmark), а для того, чтобы немного утомиться и затем воссоздавать себя в блеске. Товарищи по группе Киркланд и Хассел аккомпанируют ему пластично, плотно, и все трое кажутся одним целым: Киркланд акцентирует свою мягкую, элегантную и подвижную игру на барабанах несильными ударами, Хассель — постоянным рокотом, и оба — идеальным свингом, которым передают эмоциональную силу Хатто» . В следующем году вышел альбом Masters of Modern Blues и в 1968 году альбом Hawk Squat, записанный с Саннилендом Слимом на пианино, Ли Джексоном на гитаре и Морисом Макинтрайтом на саксофоне. Альбом Hawk Squat стал высшей точки карьеры музыканта и в 2014 года был отнесён целиком к классике блюза и введён в Зал славы блюза. 
После того как Хаунд Дог Тейлор умер в 1975 году, Джей Би Хатто возглавил на время его группу The House Rockers, а затем в конце 1970-х Джей Би Хатто переехал в Бостон где собрал группу The New Hawks, с которой он записал несколько альбомов. Его альбом 1983 года Slippin’ & Slidin’, номинированный на премию Blues Music Award как лучший альбом современного блюза, был однажды описан как «почти идеальный» . В 1970—1980 годы Джей Би Хатто много гастролирует в том числе в Европе. 
В начале 1980-х годов Хатто вернулся в Иллинойс, где у него диагностировали карциноид. Он умер в 1983 году в возрасте 57 лет в Харви и был похоронен на кладбище Рествэйл в Олсипе, штат Иллинойс.
Гитара Eastwood Airline из красного пластика, которая стала ключевым элементом в звуке The White Stripes, неофициально именовалась моделью JB Hutto из-за того, что он играл на этой гитаре. 
«Мощный голос Hutto, сильно непонятная дикция и агрессивная, зажигательная игра на гитаре были чикагским блюзом с типичной для него яростной, грубой остротой»  .
«Одетый в яркие костюмы и шляпы и используя 50-футовый гитарный провод, Джей Би Хатто создавал сумасшедшие незабываемые представления. Его непостижимый вокал и его сосредоточенность на интенсивности, а не на виртуозности, делали каждый концерт Джей Би событием, полным эмоций» 
«Джей Би Хатто продолжил играть сырой чикаго-блюз образца Хаунд Дога Тейлора, и играл как неудержимая сила природы, никогда не идя на компромиссы ради более широкого успеха».
Сам музыкант говорил, что: «Слайд был моей игрой...Я имею в виду, мне нравятся ноты, взятые пальцами, да и пальцы правой руки тоже работают. Но мне нравится, как слайд плачет для меня» .

## Дискография

### Синглы
- «Combination Boogie» / «Now She’s Gone», J. B. and His Hawks (Chance Records; CH-1155), 1954
- «Lovin' You» / «Pet Cream Man», J. B. and His Hawks (Chance Records; CH-1160), 1954
- «Dim Lights» / «Things Are So Slow», J. B. Hutto and His Hawks (Chance Records; CH-1165), 1954

### Albums
- Chicago/The Blues/Today! Vol. 1 (Vanguard Records, 1966, пять песен, остальные Джуниор Уэллс и Отис Спэнн)
- Masters of Modern Blues (Testament Records, 1967)
- Hawk Squat (Delmark Records, 1968)
- Slidewinder (Delmark, 1973)
- Blues for Foessa (Amigo, 1976), запись концерта в Швеции
- Slideslinger (Black & Blue Records, 1982)
- Slippin’ & Slidin’ (Varrick, 1983) — перевыпущен на CD как Rock With Me Tonight (Bullseye Blues & Jazz, 1999)
- Bluesmaster (JSP Records, 1985)
- J. B. Hutto and The Houserockers Live 1977 (Wolf, 1991) [11]